# Marina del Regno di Sardegna
La Marina del Regno di Sardegna o Marina Sarda, fu ufficialmente istituita come arma nel 1814, in sostituzione del precedente corpo di marina risalente all'acquisizione del Regno di Sicilia ai duchi di Savoia con il Trattato di Utrecht.

## Storia
Le origini della marina del Regno di Sardegna si possono far risalire all'epoca del Ducato di Savoia, che ebbe accesso al mare sin dal 1388 dopo l'acquisizione di Nizza. In epoca ducale, la marineria sabauda partecipò alla Battaglia di Lepanto del 1571. Alcuni storici considerano questo intervento come l'atto fondante della marineria sabauda.

### La creazione
Con l'acquisizione del Regno di Sicilia da parte dei duchi di Savoia nel 1713, si rese necessario costituire una forza navale per i collegamenti con la terraferma e la protezione delle nuove coste. Furono acquisite le 4 galee siciliane, e nel 1716 furono pronte tre navi a vela, il Vittorio, costruita in Inghilterra, e la Santa Rosalia e il Beato Amedeo, costruite all'Arsenale di Palermo e armate da 40 a 60 cannoni.
Costituito anche un battaglione di fanteria di marina, venne quindi promulgato da Vittorio Amedeo II, duca di Savoia e re di Sicilia, l'ordinamento della marina stessa nel 1717, con un bando reale. 
Nella guerra contro gli spagnoli le navi nel 1719 furono affondate o catturate.
La riorganizzazione del corpo avvenne così nel 1720 dopo la cessione del Regno di Sicilia per il regno di Sardegna: la Real marina si componeva allora del reggimento La Marina, e solo di una squadra di tre galere, più altre imbarcazioni minori.
La piccola Marina sarda partecipò alle vicende politico-militari susseguitesi dal 1772 al 1792, quando i francesi invasero la Savoia, Oneglia e Nizza appoggiati in mare dalla poderosa squadra dell'ammiraglio Truguet, nonché alla guerra tra il 1793 e il 1796, difendendo le coste sarde dalla tentata invasione francese.
Tuttavia il compito principale della marina rimase per tutto il XVIII secolo quello di difendere la costa sarda dai corsari barbareschi; a tal proposito si hanno notizie di azioni nelle acque di capo Malfatano, da cui il nome dell'omonima pirocorvetta, e addirittura a Tripoli sotto il comando di Des Geneys, futuro riorganizzatore delle forze navali sarde.
Fu ufficialmente istituita come Arma nel 1814, per impulso di Giorgio des Geneys.

### Le prime imprese

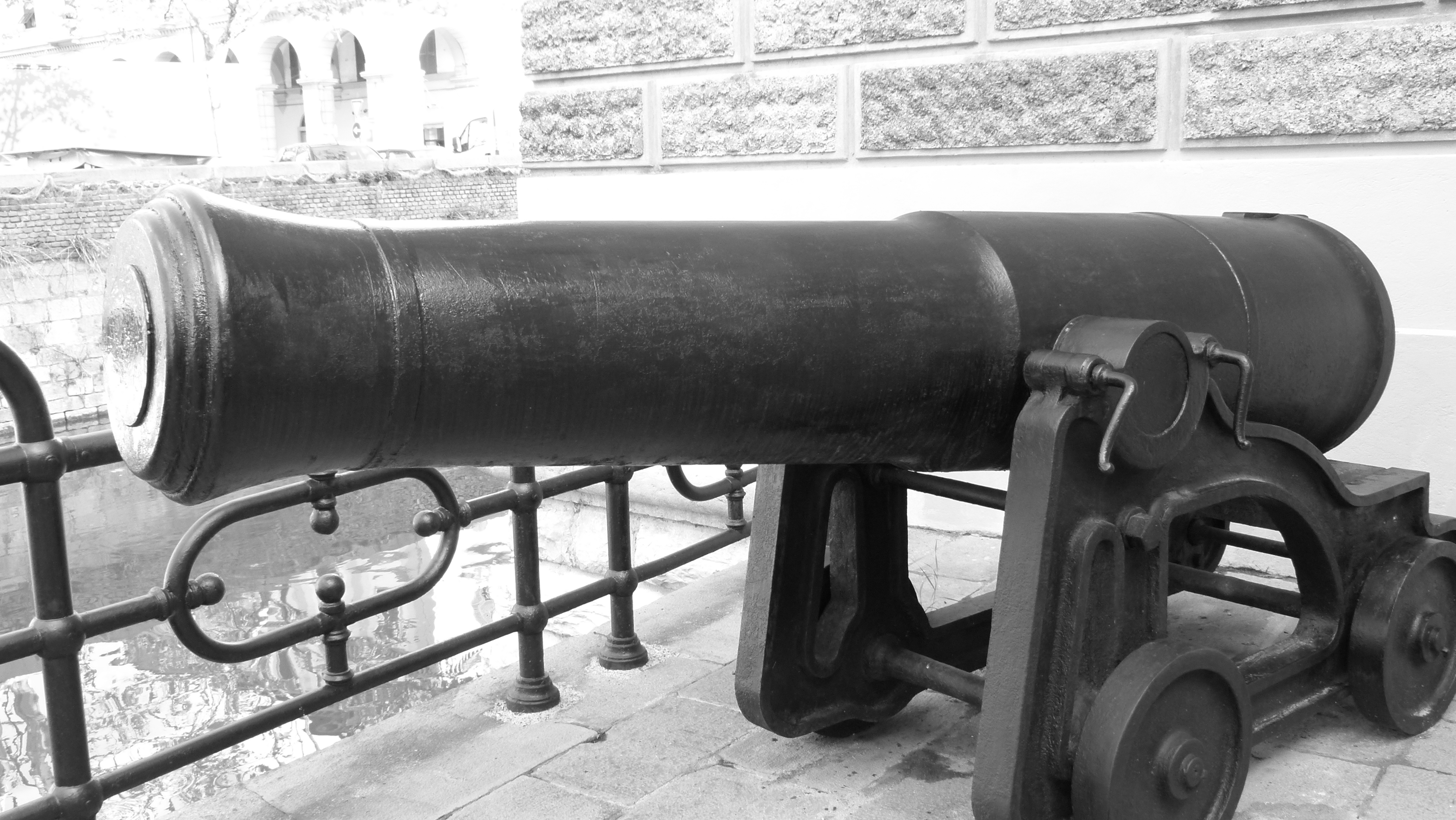
Cannone da 80 libbre della Marina del Regno di Sardegna

Dopo la Restaurazione,con l'acquisto della zona di Genova, nel 1815, il governo Sardo ne fece la base navale e l’arsenale della flotta sabauda.
Provvide all'organizzazione più completa della Marina, stabilendone il Comando in capo, l'intendente generale, il direttore dell'Arsenale ed altre cariche. Furono istituiti tre Compartimenti militari marittimi, Genova, Villafranca e Cagliari, poi aboliti nel 1851. Al contempo si crearono un Consiglio di ammiragliato, una Scuola di Marina, due Reggimenti Reale Artiglieria di Marina, e nel maggio del 1816 si adottò una nuova bandiera per la marineria con la croce di San Giorgio innestata in quella bianca sabauda. Si provvide all'acquisto ed alla costruzione di molte navi, fra piccole cannoniere, mezze galere (le ultime allineate da una Marina europea), brigantini, fregate, e corvette. Nel 1817 furono istituite compagnie di Cannonieri di Mare, ed il Corpo degli ufficiali di vascello fu detto stato maggiore della Marina. Tra il 1827 ed il 1829 vi fu un notevole incremento nelle costruzioni e negli acquisti, determinato dal successo della spedizione navale sarda a Tripoli nel 1825 sotto il comando di Francesco Sivori.
Dal 1826 al 1832 squadre navali sarde furono impiegate nelle acque del mar di Levante e dell'Egeo, a scorta del naviglio mercantile sardo, a causa della guerra d'indipendenza greca allora in corso. Nel 1833 le marine del Regno di Sardegna e delle Due Sicilie bombardarono Tunisi. Nella guerra del 1848 contro l'Austria buona parte della flotta sarda, ormai arricchita da svariati vapori, si mosse in soccorso di Venezia insorta, e stanzio' in Adriatico sino a dopo la sconfitta di Novara, e quattro compagnie del Battaglione Real Navi ed alcune batterie di grosso calibro furono aggregate all'Armata Sarda e combatterono insieme valorosamente.
Nel settembre 1860 una squadra navale partecipò alla campagna piemontese in Italia centrale. Nel gennaio 1861 un contingente della Marina del Regno di Sardegna sbarcò sull'isola di Santo Stefano, ove nell'ottobre 1860 i detenuti - perlopiù camorristi - si erano ribellati alle autorità borboniche, instaurando la Repubblica di Santo Stefano. I contingente sardo ripristinò l'ordine e la detenzione dei reclusi, ponendo fine all'autoproclamata autonomia dei prigionieri.

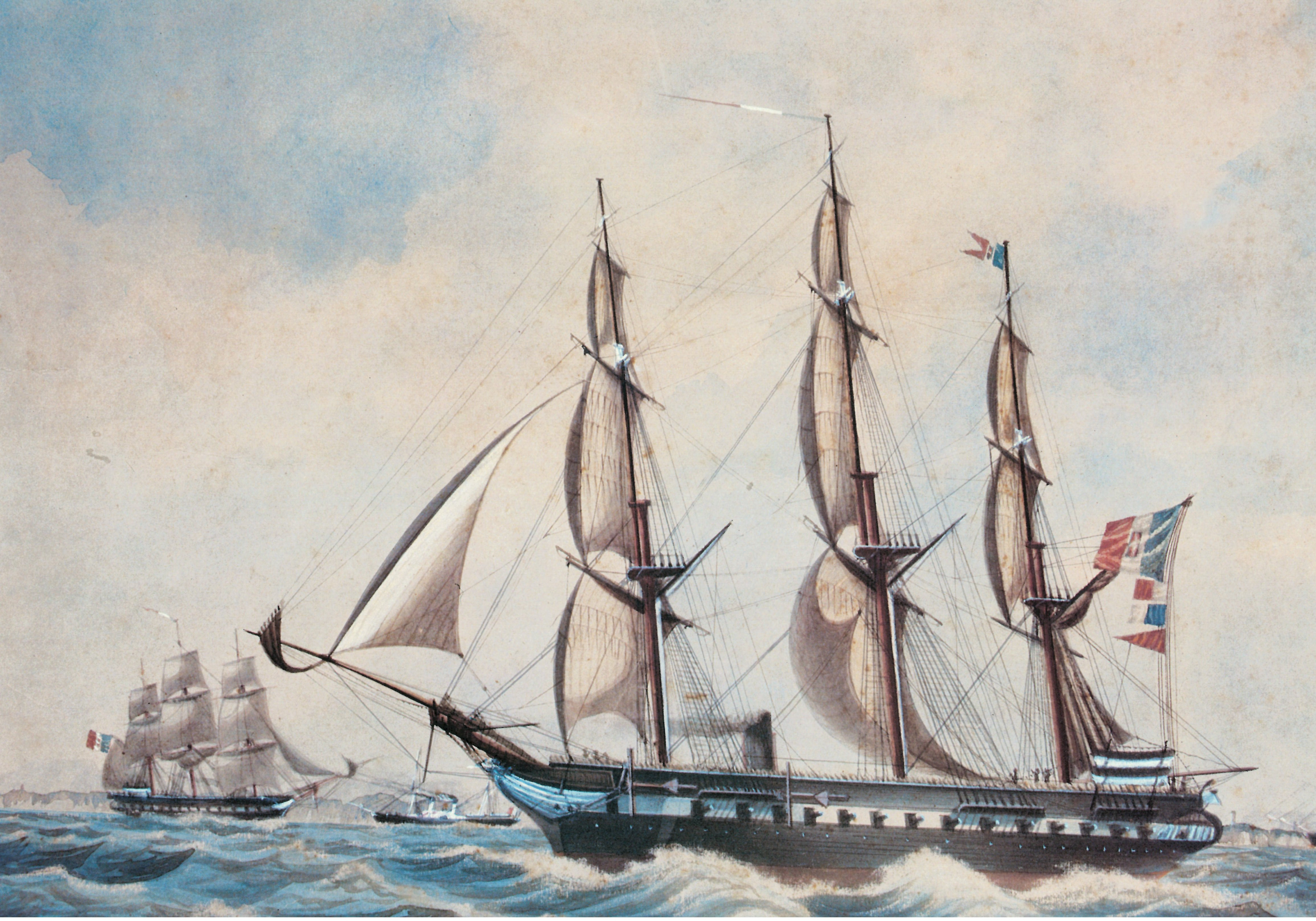
La pirofregata Vittorio Emanuele, varata nel 1856

### L'incorporamento nella Regia Marina del Regno d'Italia
Nel 1860, la Marina Sarda passò nelle mani del ministro Camillo Benso conte di Cavour, che ne formò, con quelle napoletana, siciliana, toscana e pontificia, la Marina del nuovo Regno d'Italia nel marzo 1861.

## I mezzi
Sul finire del 1847 la marina sarda era costituita da ventotto navi dei diversi tipi a vela ed a vapore per un totale di trecentocinquanta cannoni. 

### Forze navali nel 1851
I nomi delle 8 cannoniere guarda-coste non sono riportati. Era inoltre in costruzione una pirofregata da 2300 tonnellate e 51 cannoni commissionata in Inghilterra, la Carlo Alberto, mentre un'altra pirofregata era in procinto di essere commissionata presso i cantieri navali della Foce, Genova, la Vittorio Emanuele.
| qualifica                   | nome         | bocche da fuoco (cannoni/carronate) | cavalli vapore |
| --------------------------- | ------------ | ----------------------------------- | -------------- |
| fregata                     | San Michele  | 60/0                                | n.a.           |
| fregata                     | Des Geneys   | 44/0                                | n.a.           |
| fregata                     | Beroldo      | 44/0                                | n.a.           |
| fregata                     | Euridice     | 36/0                                | n.a.           |
| corvetta a batteria coperta | San Giovanni | 30/0                                | n.a.           |
| corvetta                    | Aquila       | 22/0                                | n.a.           |
| brigantino a palo           | Aurora       | 0/18                                | n.a.           |
| brigantino                  | Eridano      | 16/0                                | n.a.           |
| brigantino                  | Daino        | 14/0                                | n.a.           |
| brigantino                  | Colombo      | 16/0                                | n.a.           |
| brigantino                  | Staffetta    | 10/0                                | n.a.           |
| bastimento da trasporto     | L'Azzardoso  | 0/4                                 | n.a.           |
| cannoniera                  | n.d.         | 3/0                                 | n.a.           |
| cannoniera                  | n.d.         | 3/0                                 | n.a.           |
| cannoniera                  | n.d.         | 3/0                                 | n.a.           |
| cannoniera                  | n.d.         | 3/0                                 | n.a.           |
| cannoniera                  | n.d.         | 3/0                                 | n.a.           |
| cannoniera                  | n.d.         | 3/0                                 | n.a.           |
| cannoniera                  | n.d.         | 3/0                                 | n.a.           |
| cannoniera                  | n.d.         | 3/0                                 | n.a.           |
| piroscafo                   | Governolo    | 12/0                                | 430            |
| piroscafo                   | Costituzione | 12/0                                | 400            |
| piroscafo                   | Monzambano   | 6/0                                 | 200            |
| piroscafo                   | Tripoli      | 6/0                                 | 180            |
| piroscafo                   | Malfatano    | 6/0                                 | 180            |
| piroscafo                   | Authion      | 1/0                                 | 120            |
| piroscafo                   | Ichnusa      | 3/0                                 | 90             |
| piroscafo                   | Gulnara      | 0/0                                 | 90             |

### Acquisizioni successive
- Carlo Alberto, 1853, pirofregata
- Vittorio Emanuele, 1857, pirofregata
- Vigilante, 1859, goletta